# Calais-Méditerranée Express

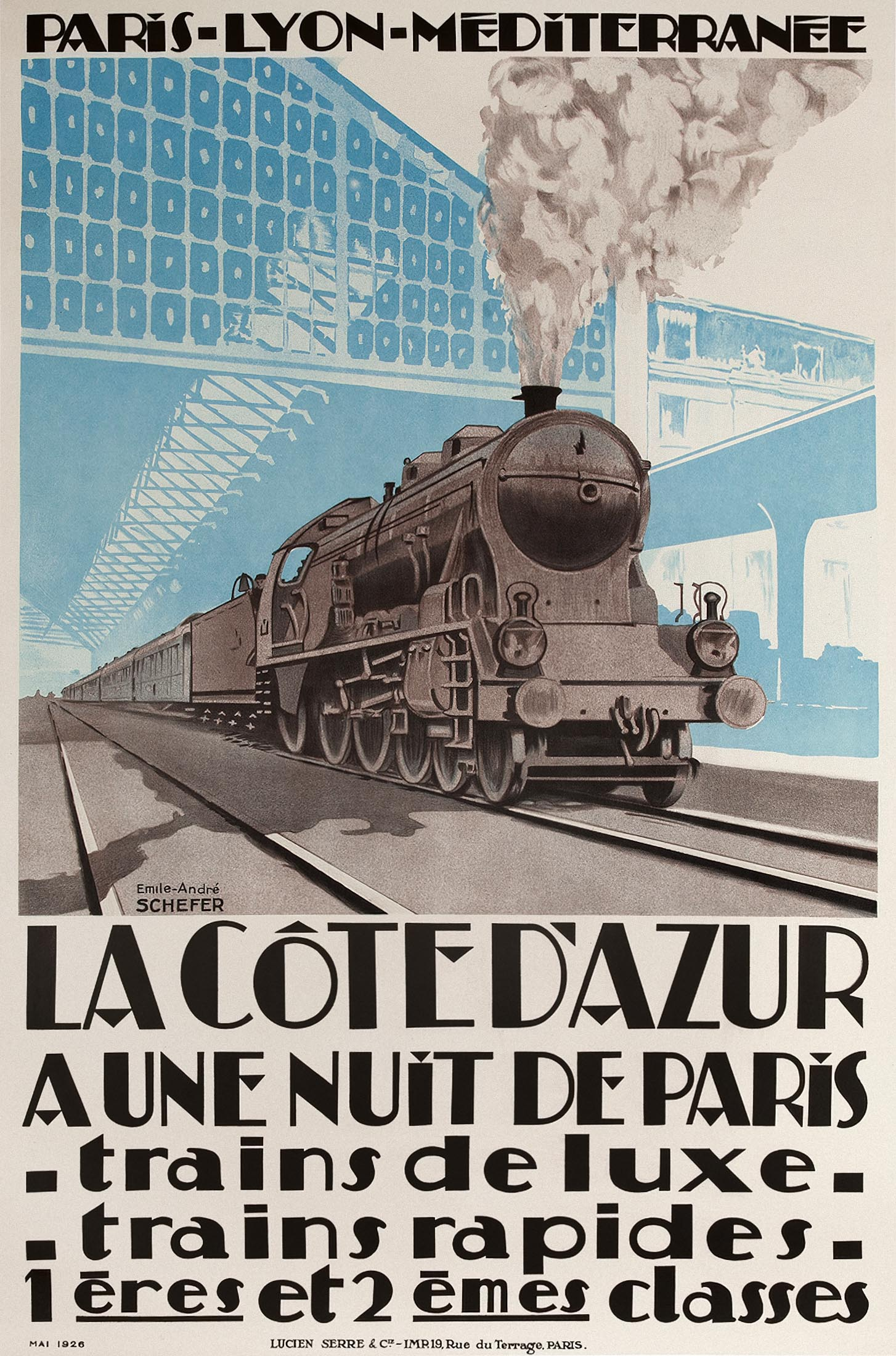
Poster van de Calais-Méditerranée Express uit 1926

De Calais-Mediterranée Express was een luxe nachttrein die door de Compagnie Internationale des Wagons-Lits (CIWL) werd ingezet ten behoeve van rijke Britse toeristen om aan de Côte d'Azur te overwinteren. Deze trein reed voor het eerst in 1886 en tot aan de Eerste Wereldoorlog. Na de oorlog zou deze treindienst hervat worden en de bijnaam Le Train Bleu (de blauwe trein) krijgen.

## Voorgeschiedenis
In de zomer van 1883 ging de Oriënt-Express van start, de treindienst van Parijs naar Istanboel geëxploiteerd door de CIWL. Enkele maanden later introduceerde dezelfde maatschappij haar tweede treindienst, de Calais-Nice-Rome Express van Londen naar Rome. De route ging deels per boot over het Kanaal. Omdat Pullman, de belangrijkste concurrent van de CIWL, verhinderde dat de CIWL gebruik kon maken van de Fréjustunnel door de Alpen moest men omrijden langs de Côte d'Azur. Om deze reden werd de trein ook gebruikt door rijke Engelsen die de winter in eigen land achter zich lieten en gingen overwinteren aan de Côte d'Azur. In 1885 kwam er dan toch de mogelijkheid om door de tunnel te rijden. Voor de reizigers naar de Côte d'Azur werd daarom vanaf 1886 een zelfstandige verbinding gecreëerd, de Calais-Mediterranée Express en de andere route zou de Rome Express gaan heten. Het zou echter nog tot 1890 duren voordat deze als aparte trein zou gaan rijden.

## Calais-Méditerranée

De Calais-Méditerrannée Express geschilderd door Vincent van Gogh in 1888

De Calais-Méditerrannée Express ging van start in de winter van 1886/1887. In de winter van 1889/1890 veranderde de naam in Méditerrannée Express en werd het traject verlengd tot San Remo in Italië. Het traject tussen Calais en Parijs werd verzorgd door de Club Train die een directe aansluiting bood op de Méditerrannée Express tussen Parijs en de Côte d'Azur. Op 15 november 1890 kon de nieuwe route naar Rome in gebruik genomen worden, vanaf dat moment reden de Rome Express en de Méditerrannée Express tussen Parijs en Mâcon gekoppeld.

### Route en dienstregeling 1892
| zuidwaarts            | land                | station              | km | noordwaarts |
| --------------------- | ------------------- | -------------------- | -- | ----------- |
| Club Train            |                     |                      |    |             |
| 15:00                 | Verenigd Koninkrijk | London Charing Cross |    | 22:43       |
| 15:00                 | Verenigd Koninkrijk | London Victoria      |    | 22:43       |
| 14:55                 | Verenigd Koninkrijk | Holborn Viaduct      |    | 22:47       |
| 22:47                 | Frankrijk           | Paris Nord           |    | 15:15       |
| Méditerrannée Express |                     |                      |    |             |
| 23:40                 | Frankrijk           | Paris Nord           |    | 14:20       |
| 08:49                 | Frankrijk           | Lyon                 |    | 06:06       |
| 14:25                 | Frankrijk           | Marseille            |    | 00:30       |
| 18:18                 | Frankrijk           | Cannes               |    | 20:43       |
| 19:00                 | Frankrijk           | Nice                 |    | 20:00       |
| 19:37                 | Monaco              | Monte Carlo          |    | 18:52       |
| 20:14                 | Frankrijk           | Menton               |    | 18:36       |
| 20:36                 | Italië              | Ventimiglia          |    | 18:14       |

De route in Frankrijk

Nadat de Engelse spoorwegmaatschappij in 1893 het contract voor de Club Train beëindigde reed de Méditerrannée Express weer vanaf Calais. Door het uitbreken van de Eerste Wereldoorlog werd de treindienst gestaakt.

## Train Bleu

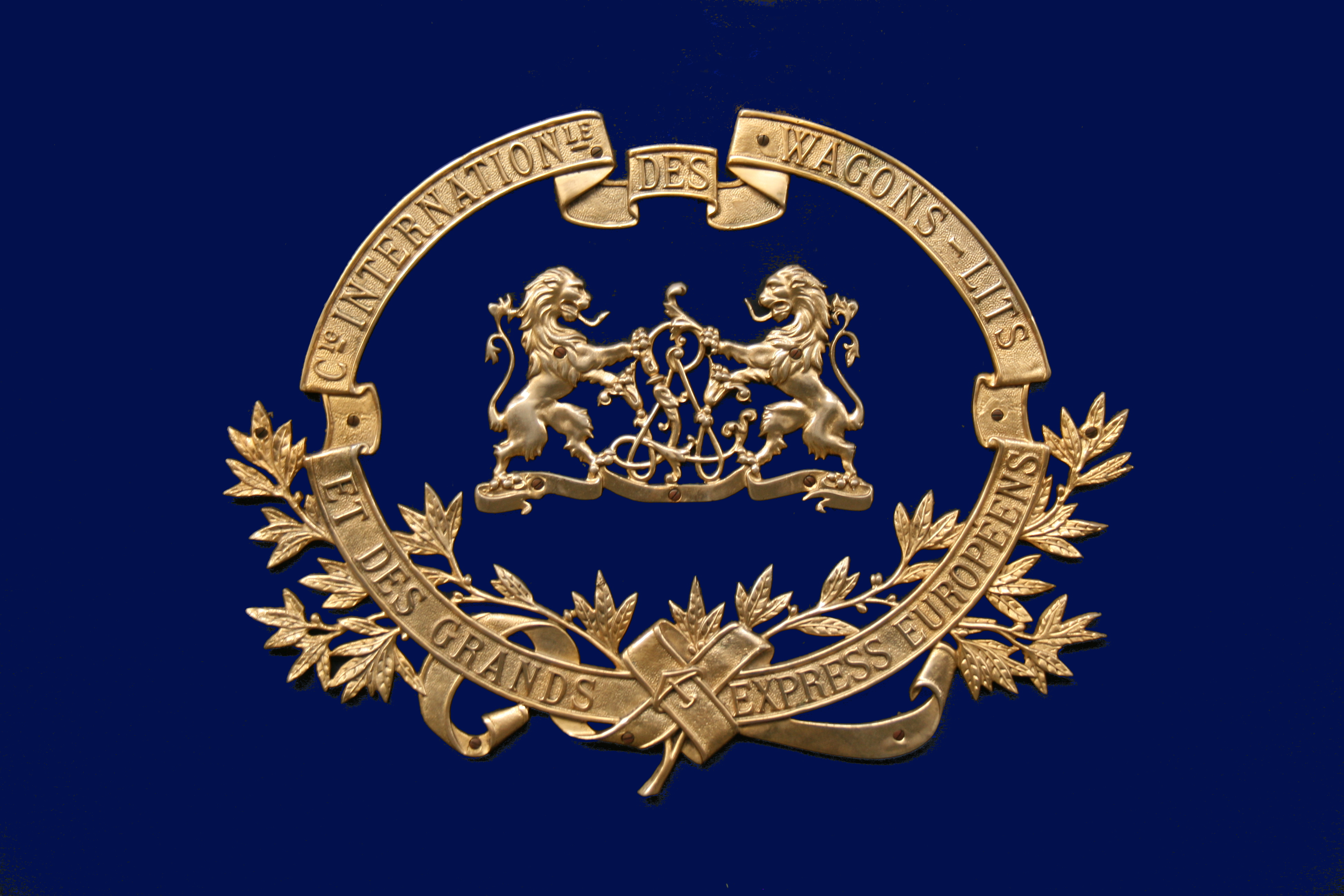
Het CIWL-logo met een blauwe achtergrond

Op 16 november 1920 ging de Méditerrannée Express weer rijden tussen Parijs en Menton, met oud materieel. Het hele traject van Calais naar de Côte d'Azur werd weer bediend vanaf 9 december 1922. Voor deze nieuwe Calais-Méditerrannée Express werden stalen rijtuigen ingezet. De Leeds Forge Company in Engeland en de CIWL-werkplaats in München bouwden deze S-rijtuigen. De "eerste rit" bestond uit twee treinen die met vele genodigden en bijna 50 journalisten uit Calais en Parijs naar Nice vertrokken. De rijtuigen werden blauw geschilderd met een gouden bies en de trein kreeg daardoor in 1923 de bijnaam Train Bleu. In de reclamecampagnes in Engeland werd de naam snel overgenomen, in het Engels: "Summer on the French Riviera by the Blue Train". Na verloop van tijd zou deze kleur blauw bij het publiek geassocieerd worden met de blauwe zee van de Azurenkust. Deze periode waarin de trein op zijn meest luxueus was wordt wel gezien als de hoogtijdagen van de treindienst. Men stapte op in Calais of 's avonds in Parijs, nuttigde een haute cuisine vijfgangendiner in de restauratiewagen, waarna er geborreld werd in de beroemde bar-wagon. De slaapwagons hadden elk een eigen butler. 's Ochtends werd ontbeten waarna Marseille bereikt werd. Hierna ging de tocht door langs geliefde badplaatsen aan de kust. In deze tijd werden ook de Blue Train Races gehouden waarbij rijke coureurs met een auto de trein te snel af probeerden te zijn door tegelijkertijd vanuit Calais te vertrekken en eerder de Azurenkust probeerden te bereiken.
Door de economische crisis van de jaren 1930 nam het aantal reizigers sterk af en werd de trein gereduceerd tot twee rijtuigen die tussen Parijs en Calais aan de Flèche d'Or gehangen werden. In Parijs volgde een pauze van anderhalf uur waarna de twee rijtuigen met de Côte d'Azur-Pullman Express meegingen naar Ventimiglia. Toen in 1936 de regeringscoalitie Volksfront in Frankrijk aan de macht kwam werd de verplichte vakantie ingevoerd. Hiermee kwam de trein in trek bij de werkende klasse en werden tweede klas en derde klas slaaprijtuigen toegevoegd. In 1938 heeft dezelfde regering alle Franse spoorwegen genationaliseerd en werd de treindienst overgenomen door de nieuw gevormde SNCF. In de Tweede Wereldoorlog werd de treindienst wederom gestaakt.
In 1949 werd de treindienst weer hervat, dit keer officieel als Train Bleu. De rijke clientèle toonde echter steeds minder interesse omdat er ook vanaf Parijs naar Nice gevlogen kon worden. In de loop van de jaren neemt de luxe steeds meer af. Met de komst van de TGV waarmee men in vijf uur tijd van Parijs naar Nice kan rijden komt de Train Bleu te vervallen.

## Nalatenschap
De treindienst heeft meerdere kunstuitingen geïnspireerd. Zo is er het ballet genaamd Le Train Bleu van Bronislava Nijinska met muziek van Darius Milhaud. Agatha Christie publiceerde in 1928 het boek Het geheim van de blauwe trein waarin Hercule Poirot een moord in de trein oplost. In het Gare de Lyon in Parijs is het restaurant Le Train Bleu gevestigd, dat ingericht is in de stijl van het belle époque.